# OKI (ラッパー)
OKI（オキ）は日本のヒップホップMC。ユニットGEEKの一員として活動している。

## 略歴
- 1999年、OKI、SEI-ONE、DJ EDOでGEEKを結成。
- 2006年、客演などでソロとしての活動を開始。
- 2008年2月13日、OKIがソロアルバム『ABOUT』をリリース。
- 2009年2月17日、TERIYAKI BOYZへのDIS楽曲『TERIYAKI BEEF』をSEEDAとともに発表。
- 2009年3月、『TERIYAKI BEEF』に対する返答が、曲ではなく、VERBALのポッドキャストでの対話で行われたこと、また、その対話が自身抜きで行われたことを受けて、再びDIS楽曲『Shall We Beef』を発表[1]。
- 2012年8月31日、GEEKとして既発曲に活動休止中のSEI-ONEのヴァースを加わえた約2年振りとなるシングル『COCO (Full Version)』をリリース。[2]

## ディスコグラフィー

### アルバム
- 『ABOUT』　（KRS）　（2008年2月13日）

### 参加楽曲
- 「Sai Bai Man」　SEEDA　『花と雨』　（2006年12月23日）
- 「朝方の路上 feat. OKI & SEEDA」　SAC　『FEEL OR BEEF』　（2007年2月2日）
- 「I-DeA's Collection exclusive feat. OKI」　I-DeA　『I-dea's Collection』　（2007年11月15日）
- 「KISS feat. OKI」　SATOMI'　（2008年2月20日）
- 「ALL CITY BOMBING feat. OKI, HEAD BANGERZ, カミカオル」　NORIKIYO　『OUTLET BLUES』　（2008年8月20日）
- 「TERIYAKI BEEF」　SEEDA & OKI　（2009年2月17日）
- 「God Bless You Kid Feat. MONDOH, ham-R, SHIZOO, OKI, NORIKIYO & BES」　SEEDA　『SEEDA』　（2009年5月20日）
- 「除夜 feat. OKI from GEEK」　SEI-ONE　『好きもん』　（2010年2月17日）
- 「CUT Feat. OKI  from GEEK」　EGO　『EGOLOGY』　（2010年4月14日）
- 「my homies feat. OKI for GEEK, CN for BackYard」　SEEDA　『BREATHE』　（2010年8月25日）
- 「30 Blunts To Go feat. OKI」　ISH-ONE　『JP STATE OF MIND Vol.3』　（2010年11月3日）
- 「INSPIRE feat. OKI from GEEK」　I-DeA　『Underground Resources ~The Mix』　（2011年8月3日）
- 「TWO HOOD feat. OKI from GEEK」　KING104　『CRIMINAL DREAM』　（2013年10月4日）
- 「苛立ち feat. OKI, SEI-ONE, STICKY & TAKUMA THE GREAT」　SAC　『音の殺し屋』　（2014年3月5日）
- 「Sai Bai Man 2」　SEEDA & OKI　（2015年12月1日）